# Minibar
Un minibar o frigobar è un frigorifero di piccole dimensioni solitamente utilizzato per uso alberghiero o commerciale.
Normalmente adattabili sia per libera installazione che per incasso.

## Storia
Indel B è stato il primo produttore al mondo ad installare un frigorifero a compressore nello Space Shuttle della NASA nel 1982. Nel 2008 è stato prodotto e certificato il primo minibar a compressore in classe A+. L'unita di refrigerazione a compressore, in aggiunta al timer e ad una piastra eutettica, permette un notevole risparmio in termini di consumo energetico, se paragonato al tradizionale minibar ad assorbimento.

## Utilizzi
I minibar possono essere utilizzati per conservare bevande e piccoli snack non deperibili.
Dotati di piccole dimensioni non sono adatti per utilizzi da cucina ma risultano molto pratici inseriti a corredo dell'arredamento alberghiero. 
La facilità di sistemazione e l'utilità che questo servizio garantisce al cliente ne fanno un oggetto diventato ormai di uso comune per tutte le attività ricettive.

## Tipologie di minibar
Esistono principalmente 3 tipologie di minibar, caratterizzate da differenti sistemi di refrigerazione: assorbimento, termoelettrico, a compressore.